# Ndouna Dépénaud
Dieudonné Pascal Ndouna Okogo, dit Ndouna Dépénaud, est un écrivain, poète, dramaturge, éducateur et diplomate gabonais, né le 7 juillet 1937 à Akiéni dans la province du Haut-Ogooué au sud-est du pays et mort assassiné le 19 juillet 1977 à Libreville.

## Biographie

### Formation
Il a effectué une partie de ses études primaires et secondaires à Brazzaville en République du Congo. En 1955, il obtient son BEPC au centre de Libreville. La même année, il gagne le concours pour intégrer l'École Normale Mitzic dans le nord du Gabon. L'année suivante, en 1956, il obtient son certificat de fin d'études. Il est ensuite affecté comme élève instituteur-adjoint à Batouala dans la province de l'Ogooué-Ivindo au nord-est du Gabon. Le 1er janvier 1958 le jeune instituteur est titularisé pour le compte de l'administration territoriale. 

### Carrière
Au cours de l'année scolaire 1960-1961 il est nommé directeur de régionale de Makokou et professeur au collège d'enseignement général de la même ville.
De 1966 à 1968 il effectue un stage de formation à l'École normale supérieure d'Abidjan en Côte d'Ivoire. En juillet 1968, de retour dans son pays, il est affecté comme professeur en collège d'enseignement général. Au mois de mai 1972, il est nommé directeur de l'enseignement du premier degré concomitamment avec ses fonctions d'enseignant à l'École normale supérieure et à l'École Nationale d'Administration de Libreville.
En septembre 1972, il embrasse une carrière diplomatique. Il est nommé premier conseiller à l'ambassade du Gabon en Israël. L'année suivante, il est nommé ambassadeur du Gabon en Guinée équatoriale.
En octobre 1975, il réintègre l'éducation nationale comme directeur du Centre de formation des instituteurs d'Oyem après avoir occupé les fonctions de chef de la circonscription scolaire du Woleu-Ntem et après avoir été nommé inspecteur de l'Éducation nationale.

### Mort
Ndouna Dépénaud est assassiné le 19 juillet 1977 près de son domicile au quartier Akébé à Libreville. Selon Pierre Péan, Ndouna Dépénaud aurait épousé en premières noces selon la coutume Joséphine Kama Dabany dite Patience Dabany, future épouse d'Omar Bongo, président du Gabon. Pour le journaliste français, la mort du poète gabonais serait liée à cette ancienne liaison avec l'épouse d'Omar Bongo. Bien que l'assassinat de Ndouna Dépénaud reste encore non élucidé, il aurait été « assassiné de sang-froid » par trois agents de la garde présidentielle. Placide Ondo fait part également de cette rumeur d'un crime passionnel. Le magazine Jeune Afrique indique que Ndouna Dépénaud était un opposant au régime d'Omar Bongo.
À sa mort, Ndouna Dépénaud laisse une veuve et six enfants dont sa fille Flore Andréa Ndouna Dépénaud qui continue de faire vivre la mémoire de son père par l'organisation d'événements et ateliers culturels pour faire connaître l'œuvre du poète.

## Œuvres
Ndouna Dépénaud a publié deux recueils de poésie :
- Passages. Essais poétiques, Libreville, Institut pédagogique national, 1969[7].
- Rêves à l'aube, Libreville, Institut pédagogique national, 1975.

Ces deux recueils ont été réédités aux éditions Raponda-Walker. 
Il a également publié une pièce de théâtre en quatre actes, La Plaie. 
À sa mort, il laisse plusieurs projets en attente d'édition : un roman Le Gouverneur des lacs ; une pièce de théâtre Elle ne l'épousera pas , des contes et proverbes Les miettes du passé. 
Ndouna Dépénaud disait son amour pour l'écriture et singulièrement pour la poésie en ces termes : « Je ne puis dire comment et pourquoi je suis venu à la poésie. Une formation essentiellement littéraire, un goût particulier pour le merveilleux et une nature très sensible, ont dû m'amener à la poésie ...Pourquoi la poésie? C'est tout simplement parce que j'ai une âme foncièrement nègre, or la poésie est la forme littéraire qui convient à l'expression de l'âme nègre, tout imprégnée de sensibilité ». 
Dans son anthologie des poètes gabonais, Eric Joël Bekale note que Ndouna Dépénaud était « l'écrivain gabonais le plus connu des années soixante-dix ».
L'œuvre de Ndouna Dépénaud est très présente dans les anthologies de la littérature gabonaise. Pour sa part, le critique littéraire Fortunat Obiang note que « Ndouna Dépénaud privilégie des thèmes qui indiquent suffisamment que son écriture est marge du lyrisme de revendication inhérent à la Négritude ».